# 趙景孔
趙景孔（1952年—）是一位中国企业家。

## 生平
出生於河南省民权县人。1971年为河南省民权县林七中学教师，1977年毕业于南京工学院机械系。1977年起在机械工业部第六设计院工作，現任机械工业第六设计研究院董事長兼黨書記。

## 相關連結
- 春风得意龙骏啸 总使翘楚竞折腰 鑄造網 （页面存档备份，存于）